# Louis Persinger
Louis Persinger (ur. 11 lutego 1887 w Rochester (Illinois), zm. 31 grudnia 1966 w Nowym Jorku) – amerykański skrzypek, pianista, dyrygent i pedagog muzyczny.

## Edukacja
Edukację muzyczną rozpoczął w wieku 6 lat. Początkowo uczył się gry na fortepianie, a 4 lata później także gry na skrzypcach. W 1900 wyjechał do Europy, by rozpocząć studia w Królewskim Konserwatorium w Lipsku (Königliches Konservatorium der Musik). Studiował tam pod kierunkiem Hansa Beckera (skrzypce), Carla Bevinga (fortepian) i Arthura Nikischa (dyrygentura), którego zdaniem Persinger był „najbardziej utalentowanym studentem w historii Lipskiego Konserwatorium”. Następnie przez kilka lat studiował w Belgii u słynnego kompozytora Eugène’a Ysaÿe’a. Brał również dwukrotnie udział w letnich kursach mistrzowskich prowadzonych we Francji przez Jacques’a Thibaud.

## Kariera
Jego pierwsze solowe koncerty w Anglii spotkały się z dużym uznaniem. The Daily Telegraph komplementował: „Takiego wykonania nie słyszeliśmy od czasów Sarasate”. Podobne sukcesy odniósł we wszystkich europejskich krajach, w których wówczas koncertował. 
Po powrocie do Stanów zadebiutował 1 listopada 1912 z Orkiestrą Filadelfijską pod dyrekcją Leopolda Stokowskiego. Wystąpił także z Orkiestrą Nowojorska, a następnie odbył krajowe tournée grając z bardziej znanymi amerykańskimi orkiestrami. W 1914 na zaproszenie Arthura Nikischa objął kierownictwo muzyczne ówczesnej Berlińskiej Orkiestry Filharmonicznej, a rok później prowadził San Francisco Symphony Orchestra. Krótko potem założył swój własny kwartet smyczkowy oraz objął kierownictwo Chamber Music Society of San Francisco, którą prowadził przez 12 lat (1916–1928).

## Działalność pedagogiczna
Początkowo Persinger wykładał w Cleveland Institute of Music (1929–1930). Ale już w 1930 objął sukcesję po Leopoldzie Auerze w nowojorskiej Juilliard School i wykładał tam kompozycję oraz muzykę kameralną aż do swojej śmierci w 1966. Nauczał także w Peabody Conservatory w Baltimore, University of Kansas, University of Colorado Boulder i Los Angeles Conservatory.
W gronie jego uczniów znalazło się wielu utalentowanych skrzypków, w tym kilkoro światowej sławy artystów, m.in.: Yehudi Menuhin, Ruggiero Ricci, Isaac Stern, Camilla Wicks, Joseph Knitzer, Fredell Lack, Guila Bustabo, Dorothy Minty, Louise Behrend, Inez Lauritano, Yoko Matsuo, Murray Adler, Marc Gottlieb, Sylvia Rosenberg, Gilda Muhlbauer, Frances Magnus, Miriam Solovieff, Leonard Posner, Arnold Eidus, Berl Senofsky, Mary Eaton, Israel Baker, Jeanne Brideson, Herbert Sorkin, Stephan Hero, Mara Sebriansky, Leo Panasevitz, Arved Kurtz, Almita Hyman, Eugenia Limberg, Nannette Levi, Dorothy Merriam, Teresa Testa, Allan Schiller, Ruben Varga, Althea Alimonda, Sonya Monosoff, Alfredo Cavalieri, Harry Katzman, Rena Robbins, Robert Rudie, Nancy Cirillo, Marlyn Crittendou, Helen Airott, Mariko Iwamoto, Adelina Masino, Zbi Zeitlin i inni.
Nierzadko towarzyszył swoim uczniom jako pianista akompaniator podczas ich recitali i studyjnych nagrań. Akompaniował m.in. Yehudi Menuhinowi podczas jego nowojorskiego debiutu (1926) i w czasie amerykańskiego tournée w latach 1928–1929. W 1942 akompaniował także 13-letniej wówczas Camilli Wicks podczas jej solowego debiutu w Filharmonii Nowojorskiej.
Persinger zasiadał również w jury wielu prestiżowych międzynarodowych konkursów skrzypcowych, m.in. w Konkursie im. Henryka Wieniawskiego w Poznaniu (1957 i 1962), Konkursie im. Niccolò Paganiniego w Genui (1963 i 1965), Konkursie im. Królowej Elżbiety Belgijskiej w Brukseli (1963), Konkursie im. Jeana Sibeliusa w Helsinkach (1965), Konkursie im. Georgesa Enescu w Bukareszcie (1965).

## Wybrana dyskografia
- Sarasate – Ruggiero Ricci, Louis Persinger – Danzas Españolas - LP album (1963) – Decca[4]
- Paganini – Ruggiero Ricci, Louis Persinger – A Paganini Recital - LP album (1971) – London Records[4]
- Mendelssohn – Louis Persinger – Master Class – Violin Concerto In E Minor, op.64 - LP album – Stradivari Records[4]
- Paganini: La Campanella / Veracini: Menuetto & Gavotta / Paganini: Caprice No.13 In B Flat Major; Caprice No.20 In D Major / Vecsey: Caprice No.1, "Le Vent"  – Louis Persinger, Ruggiero Ricci – No Title – EP (1953) - VOX[4]
- Sarasate – Ruggiero Ricci, Louis Persinger – Introduction and Tarantella (Op.43) - EP – Electrola[4]
- Sarasate – Ruggiero Ricci, Louis Persinger – Zigeunerweisen, Romanza Andaluza, Zapateaso – EP – Decca[4]
- Prokofieff: Sonata for two violins, op. 56 / Mozart: Duo in G major for violin and viola, K. 423 – Louis Persinger, Arnold Eidus, Rolf Persinger – EP – Stradivari Records[4]